# Jarbas Mariz
Jarbas Mariz (Aimorés, 14 de março de 1952) é um instrumentista, cantor e compositor brasileiro.

## Vida
Nasceu em Minas Gerais enquanto seus pais viajavam, mas sua família é originária de Sousa e foi criado em João Pessoa. Se interessou por música desde criança, escutando Bossa Nova e os cantores da Jovem Guarda. No final da década de 60, começou a tocar profissionalmente com as bandas baile Pedras Rolantes, que fazia versões dos Rolling Stones e com o grupo Os Selenitas, que na época era uma das bandas mais populares do estado. Foi nesse meio artístico que teve contato com Zé Ramalho, com quem fez parcerias, chegando a tocar no icônico disco Paêbirú e integrando a banda que acompanhava Zé tocando suas canções autorais.
Em 1977, a convite de um irmão seu, viaja para Belém do Pará para gravar um compacto duplo pela recém-criada gravadora Erla. O resultado foi seu primeiro disco autoral, Transas do Futuro. Ao voltar para João Pessoa em 1979, é convidado para integrar a banda de Cátia de França, que também estava começando a consolidar uma carreira nacional. Junto a ela passou a viajar frequentemente ao Rio de Janeiro, e começou a se envolver com o circuito musical de lá, tocando com nomes como Jackson do Pandeiro, Marinês e Paulo Diniz.
Em 1989, vai trabalhar em São Paulo e é selecionado pela Funarte para fazer um show com direção musical de Tom Zé, que na época vivia um período de ostracismo. Quando, poucos anos depois, Tom Zé foi descoberto por David Byrne e foi convidado a gravar um novo disco, Jarbas Mariz integrou o projeto e desde então é um membro constante da banda de Tom Zé.

## Discografia
- 1977 – Transas do Futuro (Gravadora Erla)
- 1990 – Bom Shankar Bolenath (Acordemo-nos Deuses e Deusas à nossa Própria Divindade, com Lula Côrtes (Gravadora Continental)
- 1995 – Vamos Lá Pra Casa (Gravadora Camerati)
- 2000 – Forró do Gogó ao Mocotó (Atração Fonográfica)